# Naruto (Tokushima)
Naruto (Japans: 鳴門市, Naruto-shi) is een Japanse stad in de prefectuur Tokushima. Op 1 oktober 2011 had de stad 61.048 inwoners en een bevolkingsdichtheid van 451 personen per km². De totale oppervlakte beslaat 135,46 km².
De stad werd gesticht op 15 maart 1947 en ligt in de nabijheid van enkele draaikolken.
Naruto is de thuisbasis voor de voetbalclub Tokushima Vortis en het honkbalteam Tokushima Indigo Socks.

## Stedenbunden
Naruto heeft de volgende partnersteden:
- Lüneburg (Duitsland), sinds 1974
- Qingdao (China), sinds 1999
- Narayanganj (Bangladesh), sinds 2023